# جو غيب
جو غيب (بالإنجليزية: Jo Gibb)‏ هي مغنية بريطانية، ولدت في 18 أبريل 1976 في بوينس في المملكة المتحدة.

## وصلات خارجية
- جو غيب على موقع IMDb (الإنجليزية)
- جو غيب على موقع قاعدة بيانات الفيلم (الإنجليزية)